# ناگانوما مونه‌ماسا
ناگانوما مونه‌ماسا (به ژاپنی: 長沼 宗政 ながぬま むねまさ)، تولد ۱۱۶۲ - مرگ ۲ ژانویه ۱۲۴۰- سامورایی و گوکه‌نین در اوایل دوره کاماکورا بود. در سپتامبر ۱۲۱۳، وقتی خبر رسید که کوچک‌ترین پسر هاتاکه‌یاما شیگه‌تادا که در شورش هاتاکه‌یاما شیگه‌تادا شکست خورده بود، که در نیککو زندگی می‌کرد، در حال برنامه‌ریزی برای شورش است. شوگون میناموتو نو سانه‌تومو به مونه ماسا دستور داد تا او را زنده بگیرد اما وقتی که مونه‌ماسا او را سر برید و به خانه بازگشت. میناموتو نو سانه‌تومو گفت: «شیگه‌تادا بدون گناه کشته شد.»
در ۱۶ سپتامبر کبیسه، میناموتو نو سانه‌تومو با شفاعت برادر بزرگترش توموماسا، مونه ماسا را بخشید.